# Sumire Matsubara

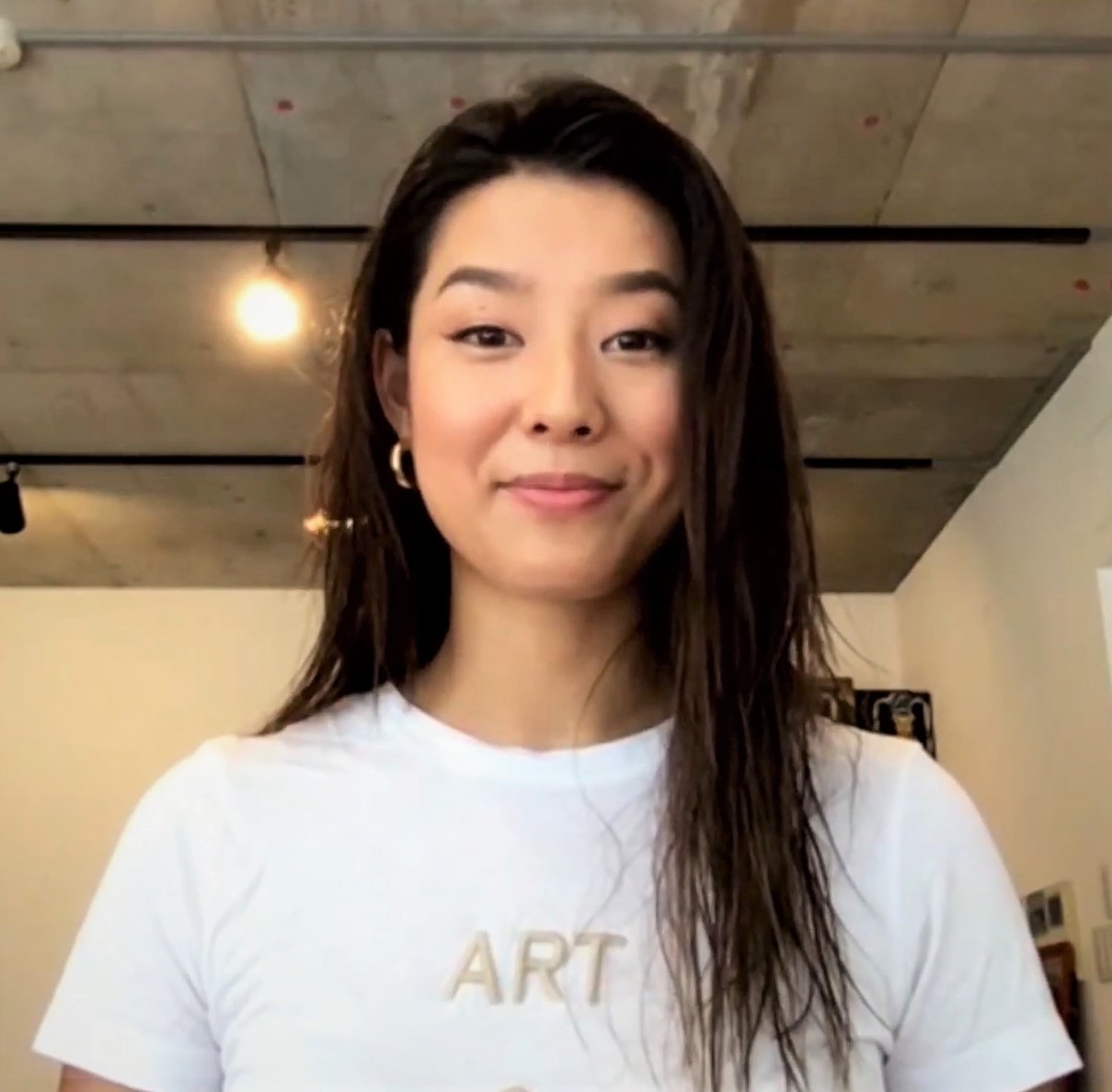
Sumire Matsubara, 2020

Sumire Matsubara (japanisch 松原 すみれ, Matsubara Sumire; * 15. Juli 1990 in Tokio) ist eine japanische Filmschauspielerin, Sängerin und Model. In Japan ist sie auch einfach als Sumire (すみれ) bekannt.

## Leben
Matsubara wurde 1990 in Tokio geboren und ist die Tochter der Entertainer Junichi Ishida und Chiaki Matsubara. Sie hat einen Halbbruder namens Issei Ishida, welcher ebenfalls als Schauspieler tätig ist.
Sumire wird von den Talentagenturen für Unterhaltungsaktivitäten und Werbung sowie für Modenschauen und Magazine vertreten. Sie besuchte während ihrer Schulzeit die Punahou School und ist seit 2010 vor allem als Filmschauspielerin aktiv.

## Filmografie (Auswahl)
- 2010: Nikushokukei joshi
- 2014: Kyabin atendanto keiji: Nyû Yôku satsujin jiken
- 2014: Soko wo nanto ka (Fernsehserie)
- 2014: Hawaii Five-O (Fernsehserie, eine Folge)
- 2015: Ichiro (Fernsehserie)
- 2016: Kamogawa shokudô (Fernsehserie)
- 2016: Te wo tsunaide kaerôyo
- 2017: Die Hütte – Ein Wochenende mit Gott (The Shack)
- 2017: Marvel’s Inhumans (Fernsehserie, 3 Folgen)
- 2018: Ribâzu ejji
- 2019: The Brighton Miracle